# Lee Bryant
Lee Bryant (Manhattan, 31 agosto 1945) è un'attrice statunitense.

## Filmografia parziale

### Cinema
- Capricorn One, regia di Peter Hyams (1977)
- L'aereo più pazzo del mondo (Airplane!), regia di Zucker-Abrahams-Zucker (1980)
- L'aereo più pazzo del mondo... sempre più pazzo (Airplane II: The Sequel), regia di Ken Finkleman (1982)
- Il genio (Holy Man), regia di Stephen Herek (1998)
- Off the Black - Gioco forzato (Off the Black), regia di James Ponsoldt (2006)
- The Good Shepherd - L'ombra del potere (The Good Shepherd), regia di Robert De Niro (2006)
- Friends with Kids, regia di Jennifer Westfeldt (2011)
- No Letting Go, regia di Jonathan D. Bucari (2015)

### Televisione
- Kojak – serie TV, 2 episodi (1976-1977)
- Una nuova casa per Lassie (Lassie: A New Beginning) – film TV (1978)
- Tre cuori in affitto (Three's Company) – serie TV, episodio 2x17 (1978)
- Starsky & Hutch – serie TV, 3 episodi (1979)
- Mysterious Two – film TV (1982)
- T.J. Hooker – serie TV, 7 episodi (1982-1983)
- La maschera della morte (Death Mask) – film TV (1984)
- The Lucie Arnaz Show – 6 episodi (1985)
- Così gira il mondo (As the World Turns) – soap opera, 7 puntate (1985-1992)
- Alien Nation: Dark Horizon – film TV (1994)
- Law & Order - I due volti della giustizia (Law & Order) – serie TV, 3 episodi (1994-2000)